# Helmuth von Moltke (Generalfeldmarschall)

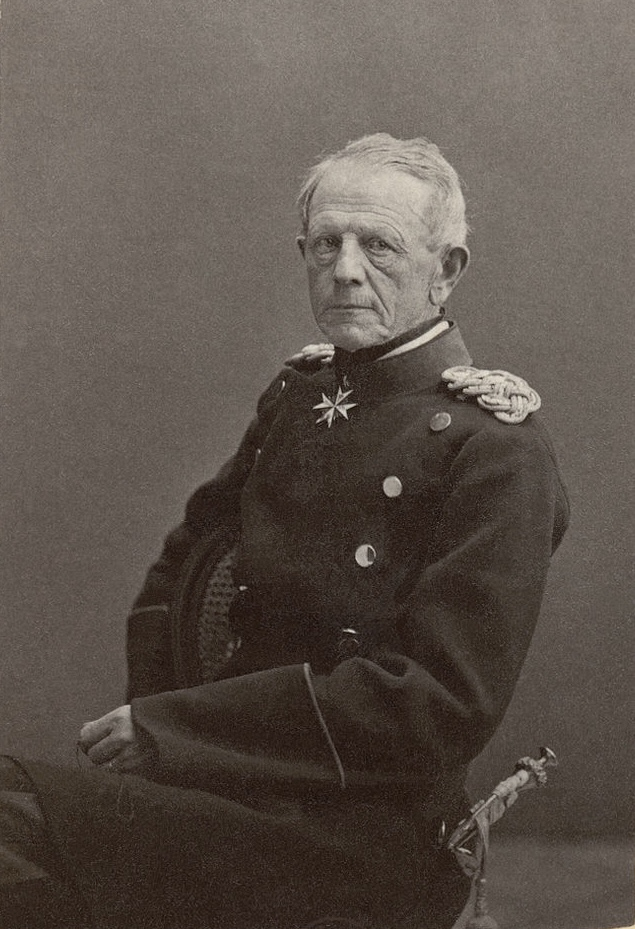
Helmuth von Moltke, Fotografie von Carl Günther, 1870.

Helmuth Karl Bernhard von Moltke, seit 1843 Freiherr von Moltke, seit 1870 Graf von Moltke, genannt Moltke der Ältere, volkstümlich Der große Schweiger (* 26. Oktober 1800 in Parchim; † 24. April 1891 in Berlin), war ein preußischer Generalfeldmarschall. Als Chef des Generalstabs hatte er wesentlichen Anteil am Erfolg Preußens in den Deutschen Einigungskriegen. Moltke gehörte nicht nur zu den bedeutendsten Feldherren seiner Zeit, sondern seine Konzepte sind – auch im zivilen Bereich – bis heute aktuell. Er war der Onkel des Generalobersten Helmuth Johannes Ludwig von Moltke, genannt Moltke der Jüngere, und Urgroßonkel des Widerstandskämpfers Helmuth James Graf von Moltke.

## Leben

### Herkunft

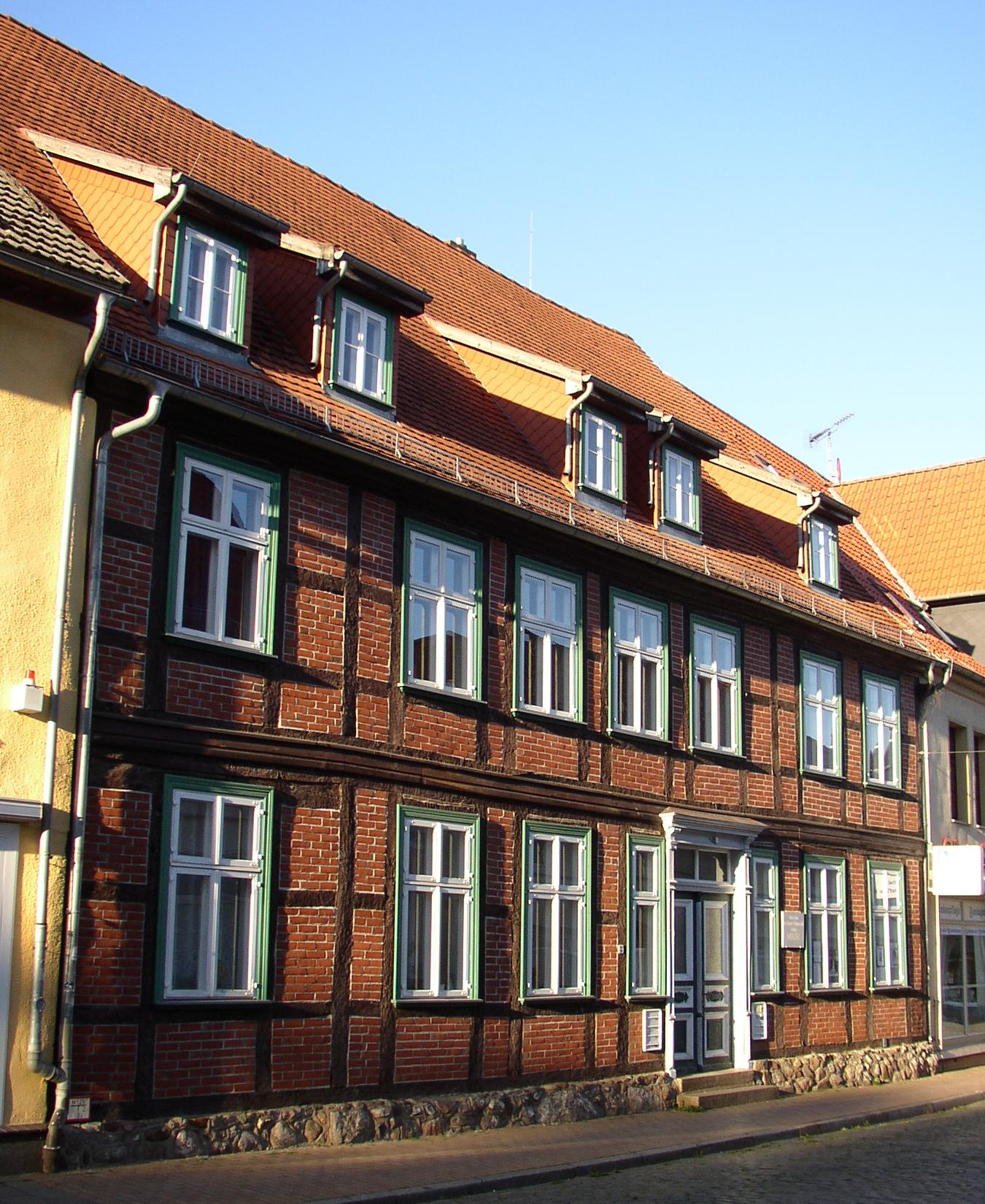
Moltke-Haus in Parchim

Helmuth von Moltke stammte aus der Familie von Moltke, die zum mecklenburgischen Uradel zählt. Sein Geburtshaus befindet sich in der Langen Straße 28 in Parchim und beheimatet heute ein Museum zu Ehren des Generalfeldmarschalls. Er war der Sohn des späteren dänischen Generalleutnants Friedrich Philipp Victor von Moltke (1768–1845) und dessen Ehefrau Henriette Sophie, geb. Paschen (1776–1837). 1801 bis 1803 lebte die Familie auf Gut Gnewitz, zog dann nach Lübeck. Nachdem der Vater 1806 in den dänischen Militärdienst getreten war, sorgte er auch dafür, dass seine drei ältesten Söhne 1811 als Kadetten an der Kadettenakademie in Kopenhagen Aufnahme fanden. Seine Kindheit soll Moltke nicht als glücklich empfunden haben.
Moltke wurde 1818 zum Sekondeleutnant befördert und diente im dänischen Infanterieregiment Oldenburg in Rendsburg. Moltke erwies sich als Talent und hatte große Ambitionen. Er bemühte sich um Aufnahme in die preußische Armee. Mit dieser Bitte wandte er sich persönlich an den dänischen König Friedrich VI.: „Möge es mir irgendwann in der Zukunft vergönnt sein, die Befähigungen, die ich zu erwerben trachte, zum Nutzen des Königs und Dänemarks einzusetzen.“ Seiner Bitte wurde im Januar 1822 stattgegeben, weil man annahm, dass er wieder mit internationaler Erfahrung in den dänischen Dienst zurückkehren werde. Doch in Preußen boten sich ihm ganz andere Möglichkeiten. In Frankfurt (Oder) trat er als Sekondeleutnant in das 8. Infanterie-Regiment (genannt Leib-Infanterie-Regiment) der Preußischen Armee ein. Er besuchte von 1823 bis 1826 die Allgemeine Kriegsschule, wo Carl von Clausewitz von 1818 bis 1830 im Dienst war (jedoch ohne Lehrauftrag). 1833 wurde er in den Großen Generalstab berufen.

### Militärberater im Osmanischen Reich

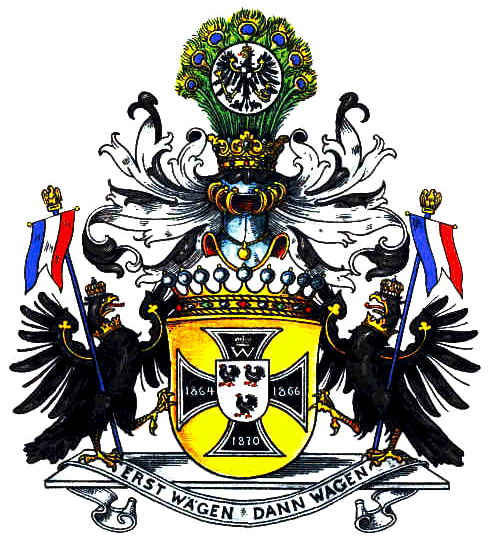
Wappen des Grafen von Moltke

1835 erhielt er Urlaub für eine Bildungsreise in den Südosten Europas. Auf Einladung des osmanischen Kriegsministers Hüsrev Mehmed Pascha wurde er von 1836 bis 1839 als Instrukteur der osmanischen Truppen abkommandiert. In dieser Zeit bereiste er Konstantinopel, die Schwarzmeerküste, das Taurusgebirge und die Wüste von Mesopotamien und nahm 1838 an einem Feldzug gegen die Kurden teil. Im April und Mai 1837 begleitete er Sultan Mahmud II. auf dessen Reise in die Donaufürstentümer. Er plante dort unter anderem eine Verteidigungslinie gegen die Russen. Nach seinen Plänen wurden vier Festungen entlang der Donau erbaut. Eine davon ist die Festung Silistra. 
1838 fühlte sich das Osmanische Reich stark genug, den Kampf gegen die ägyptischen Truppen Mehmet Alis unter dessen Sohn Ibrahim Pascha in Syrien wieder aufzunehmen. Moltke beteiligte sich an diesem Feldzug und wohnte der entscheidenden Niederlage der Osmanen in der Schlacht von Nizip am 24. Juni 1839 bei. Seinen Reisebericht veröffentlichte Moltke im Jahr 1841 bei Ernst Siegfried Mittler in Berlin unter dem Titel Briefe über Zustände und Begebenheiten in der Türkei aus den Jahren 1835 bis 1839. Zum Kranken Mann am Bosporus meinte er:

„Es ist lange die Aufgabe der abendländischen Heere gewesen, der osmanischen Macht Schranken zu setzen. Heute scheint es die Sorge der europäischen Politik zu sein, ihr das Dasein zu fristen.“

### Chef des Generalstabs

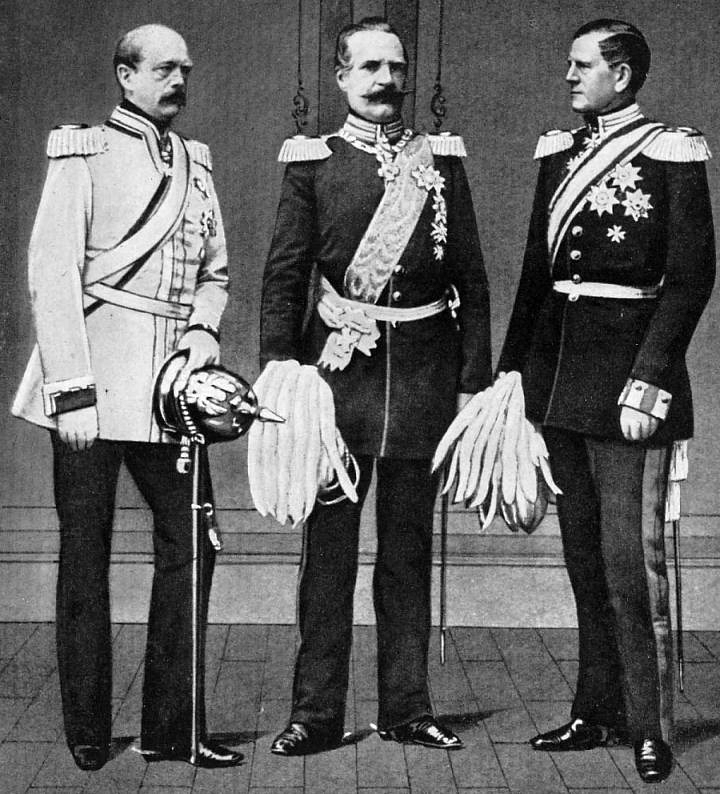
Otto von Bismarck, Albrecht von Roon, Helmuth von Moltke (von links nach rechts)

Nach seiner Rückkehr nach Deutschland wurde Moltke zum Major befördert und 1846 Adjutant des Prinzen Karl Heinrich von Preußen in Rom. Nach dessen Tod wurde er zum Generalkommando am Rhein versetzt. Von 1848 bis 1855 war Moltke Chef des Generalstabs des IV. Armee-Korps und ab 1. September 1855 Adjutant von Prinz Friedrich Wilhelm. Es folgten Reisen nach Balmoral, London, Russland (zur Krönung Alexanders II.) und Paris und eine Versetzung im Januar 1857 nach Breslau. Nach dem Tod seines Vorgängers, des Generals Karl von Reyher, wurde er am 29. Oktober 1857 im Range eines Generalmajors mit der „Wahrnehmung der Geschäfte des Chefs des Generalstabs der Armee“ beauftragt. Am 18. September 1858 wurde Helmuth von Moltke zum Generalstabschef der preußischen Armee ernannt. In dieser Eigenschaft erhielt er 1862 den Auftrag, einen Plan für den Fall eines Krieges gegen Dänemark auszuarbeiten. In Kenntnis dessen Stärken und Schwächen entwickelte Moltke seine Planung.
Aus dem durch die Reformen während der Befreiungskriege geschaffenen Generalstab wurde spätestens mit der Kabinettsorder König Wilhelms I. vom 2. Juni 1866 ein Zentrum des militärischen und auch politischen Einflusses. Moltke wurde zum General ernannt und erhielt als Chef des Generalstabs das Recht, dem Feldheer im Namen des Königs direkt und ohne Vermittlung des Kriegsministers Befehle zu erteilen, so dass er militärische Operationen unmittelbar selbst leiten konnte. Dieser gestiegene Einfluss kam in der nach der Deutschen Reichsgründung üblichen Bezeichnung Großer Generalstab zum Ausdruck.
Moltke galt als genialer Stratege und war in leitender Verantwortung maßgeblich an der Ausarbeitung der Pläne für den Deutsch-Dänischen Krieg (1864), den Deutschen Krieg (genauer: Preußisch-Deutscher Krieg von 1866) gegen die Truppen des Deutschen Bundes (insbes. Österreich, Bayern, Sachsen, Hannover und Kurhessen) und den Deutsch-Französischen Krieg (1870/1871) beteiligt. Dabei erkannte er früh die Bedeutung strategischer Bahnen für den Aufmarsch großer Heere. Die entscheidende Schlacht bei Königgrätz gegen Österreich führte Moltke persönlich. Nach den siegreichen Kämpfen gegen Frankreich erhielt er am 28. Oktober 1870 den erblichen Titel eines Grafen und am 16. Juni 1871, am Tag der glänzenden Berliner Siegesparade, die Ernennung zum Generalfeldmarschall. Er blieb bis zu der aus Altersgründen erbetenen Verabschiedung am 9. August des Dreikaiserjahres 1888 in der Dienststellung des Chefs des Großen Generalstabs. Für seine Verdienste in den Kriegen 1866 und 1870/1871 erhielt er hohe Dotationen.
Moltke war ab 1867 als Angehöriger der Konservativen Partei Mitglied des Norddeutschen bzw. Deutschen Reichstags (für den Reichstagswahlkreis Regierungsbezirk Königsberg 1) und war ab 1881 dessen Alterspräsident. Ab 1872 war er auch Mitglied des Preußischen Herrenhauses. Moltke und Bismarck gelten als Schmiede der Reichseinigung von 1871, Moltke aus militärischer und Bismarck aus politischer Sicht. Obwohl Moltke ab 1871 Immediatrecht beim Kaiser hatte und damit faktisch die Möglichkeit, militärische Entscheidungen zusammen mit dem Oberbefehlshaber unter Ausschluss von Reichstag und Kanzler zu treffen, war er stets bereit, sich dem von Bismarck geforderten Primat der Politik zu unterwerfen. Tonaufnahmen Moltkes – angefertigt im Oktober 1889 – gehören zu den wenigen bis heute überlieferten Aufnahmen von einem im 18. Jahrhundert geborenen Menschen. Noch in seiner letzten Reichstagsrede, die er als fast 90-Jähriger am 14. Mai 1890 hielt (also wenige Monate nach Bismarcks Entlassung), warnte er eindringlich vor einem neuen Krieg in Europa mit den Worten:

„Meine Herren, es kann ein siebenjähriger, es kann ein dreißigjähriger Krieg werden – und wehe dem, der zuerst die Lunte in das Pulverfaß schleudert!“

### Vater der Auftragstaktik

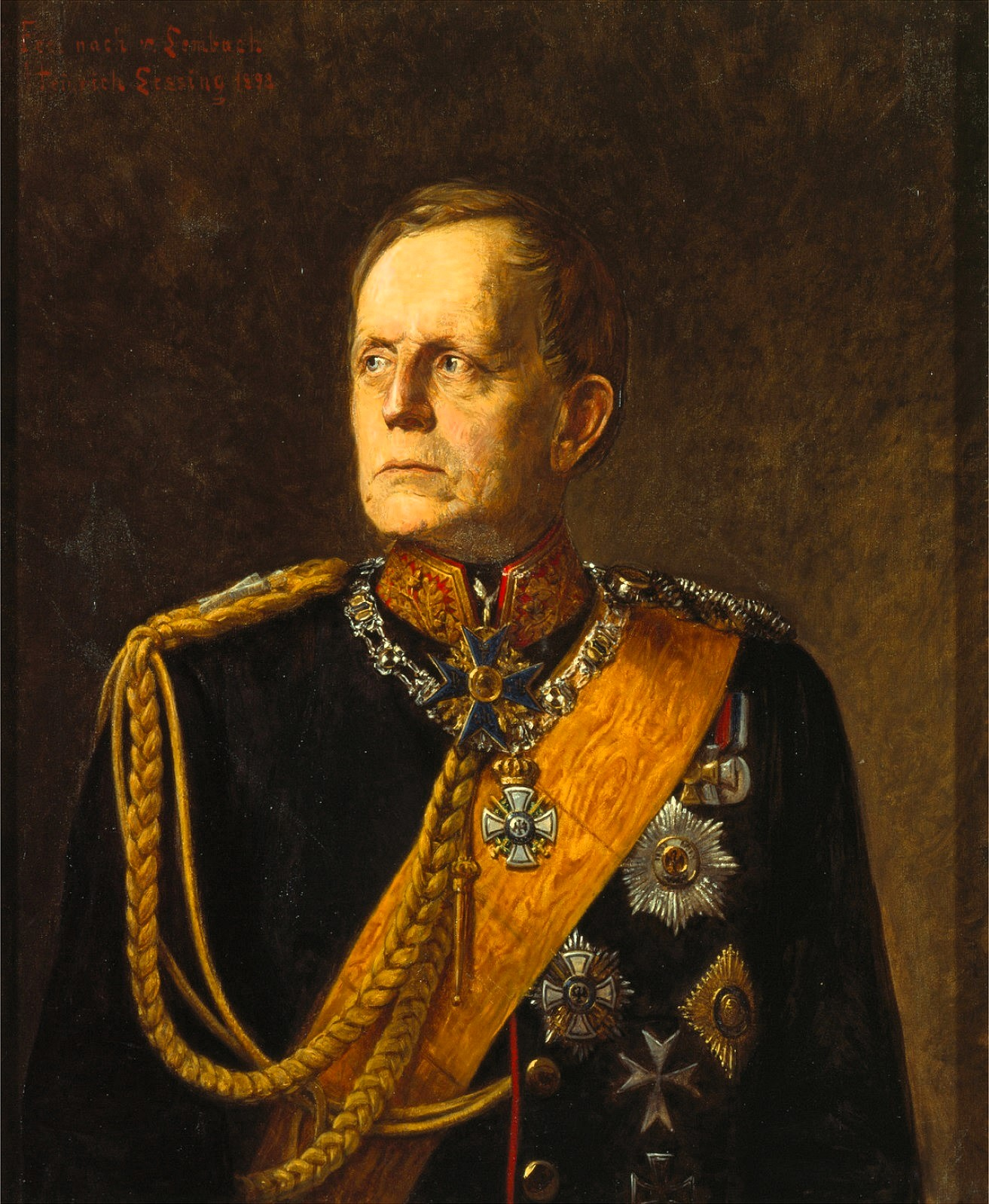
Helmuth von Moltke, Gemälde von Franz von Lenbach, 1898

Moltke begriff die Strategie als ein System von Aushilfen. Wegen der vielen Unwägbarkeiten im Krieg hielt er nur den Beginn eines Feldzuges für planbar: „Kein Operationsplan reicht mit einiger Sicherheit über das erste Zusammentreffen mit der feindlichen Hauptmacht hinaus.“ Daher sah er seine Aufgabe vor allem in der umfassenden Planung der militärischen Auseinandersetzung unter Ausnutzung aller technischen Möglichkeiten. Er erkannte frühzeitig, dass Eisenbahn und Telegraph es dem Strategen ermöglichten, Feldzüge wesentlich zügiger durchzuführen und dass Fehler in der ursprünglichen Versammlung der Streitkräfte kaum wiedergutgemacht werden konnten. So ordnete er zur Kontrolle jeder einzelnen Strecke den Eisenbahnbeamten Generalstabsoffiziere zu.
In operativer Hinsicht ging er aufgrund der gesteigerten Verteidigungskraft vom Frontalangriff, wie er noch unter Napoleon üblich war, auf den gleichzeitig vorgetragenen Frontal- und Flankenangriff über. Um diese Entwicklung nicht in Sichtweite des Gegners vorzunehmen und diesen dadurch zu warnen, dirigierte er getrennt aufmarschierende Streitkräfte zur selben Zeit gegen die Flanken und die Hauptfront des Feindes. Dank optimal eingesetzter Transport- und Nachrichtensysteme konnte dann das riskante Prinzip „Getrennt marschieren – vereint schlagen“ angewandt werden.
In besonderer Weise zeichnete sich Moltke stets durch die eiserne Gelassenheit aus, mit der er die Dinge an sich herankommen ließ, um dann elastisch und einfallsreich die nötigen Maßnahmen zu treffen. Den Unterführern gewährte er weitgehende Handlungsfreiheit in der Durchführung des Kampfauftrages. Mit diesen Prinzipien wurde Moltke in seiner Zeit zum Vorbild in der Führung moderner Massenheere. Auch die Bundeswehr pflegt die Auftragstaktik als eine Stärke in der Führungsstrategie.

„Erst wägen, dann wagen.“

Moltkes Konzept Führen mit Auftrag ging in die Militärdoktrinen zahlreicher Staaten ein; seine Bedeutung zeigt sich auch daran, dass das Wort „Auftragstaktik“ als Germanismus in viele Sprachen übernommen wurde. In jüngerer Zeit wurden Moltkes Strategie- und Taktikprinzipien vermehrt auch auf zivile Bereiche übertragen. Der amerikanische Harvard Business Review, der Moltke 1992 als den „vielleicht größten Strategen aller Zeiten“ („perhaps the greatest strategist of all time“) bezeichnete, empfahl nachdrücklich, seine Ideen auch im Bereich des Managements anzuwenden. Tatsächlich wird Moltke insbesondere in der einschlägigen angelsächsischen Literatur häufig zitiert. U. a. bekannte sich der bekannte amerikanische Manager Jack Welch ausdrücklich als Anhänger Moltkescher Prinzipien. Dessen Führungswerte – Einfachheit, Selbstvertrauen, Realitätssinn – waren Welch nach eigenem Bekunden wichtiger als Zahlen.

## Familie

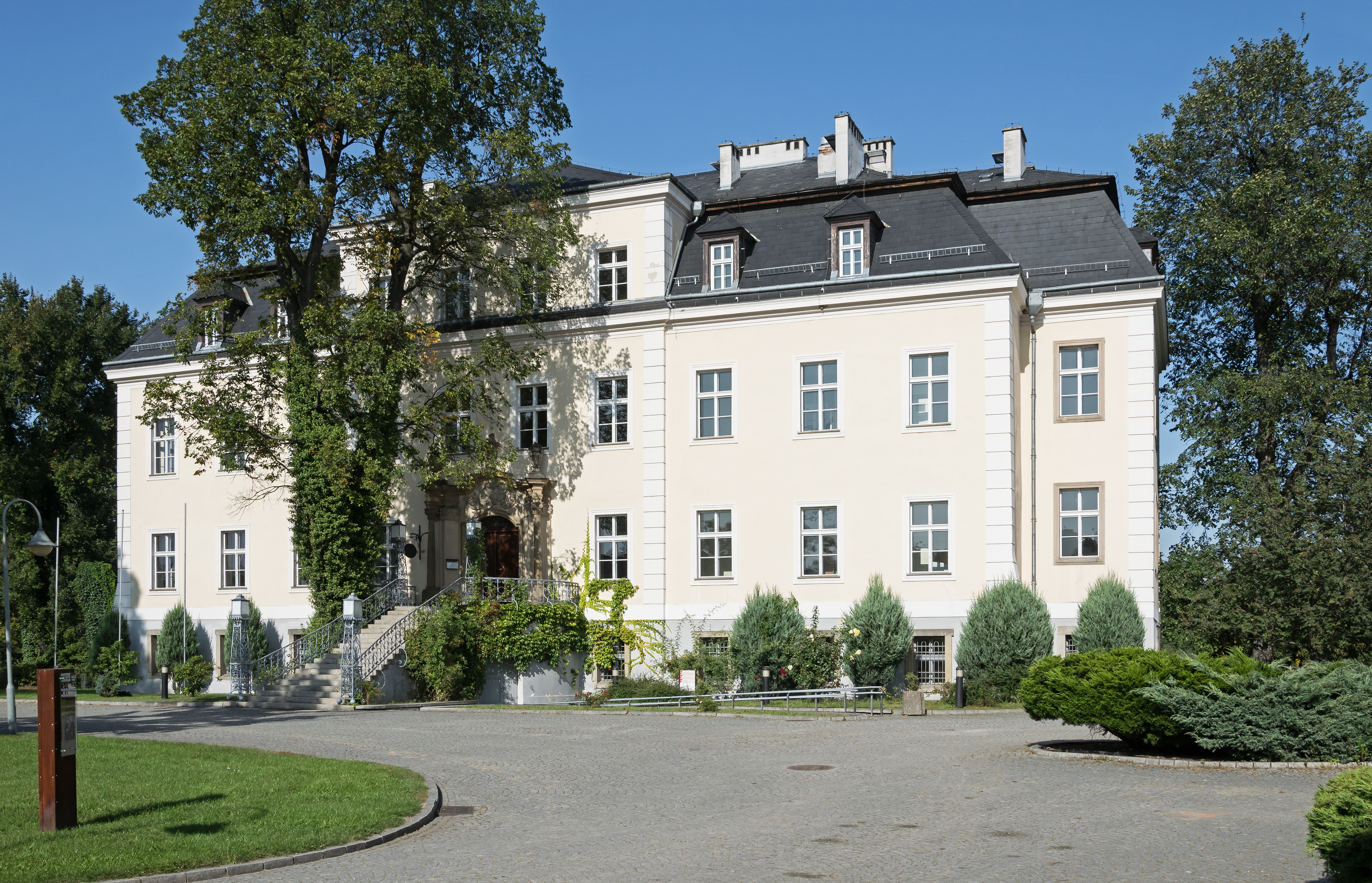
Schloss Kreisau, Moltkes Alterssitz

Moltke heiratete am 20. April 1842 in Itzehoe Mary Burt (* 5. April 1825), eine Stieftochter seiner Schwester Auguste (1809–1883). Durch die Heirat wurde sein Neffe Henry von Burt gleichzeitig sein Schwager. Burt war zeitweise Adjutant von Moltke und gab nach dessen Tod den Briefwechsel zwischen Moltke und seiner Frau heraus. Burt wohnte krankheitsbedingt von 1884 bis 1892 in Blasewitz in einer Villa an der Elbe. Die heute in der Regerstraße 2 (Dresden, damals Blasewitz, Johannstraße 1, später 33) stehende Villa Henry von Burts hieß, wie auch in den Adressbüchern von Blasewitz vermerkt, lange Zeit Villa Moltke. Sie wurde 1910 zur Villa Dudek umgebaut und dadurch verändert.
Moltke hatte am 1. August 1867 in Schlesien das Gut Kreisau als Alterssitz erworben. Dort errichtete er für seine Frau, die am 24. Dezember 1868 im Alter von 42 Jahren verstorben war, ein Mausoleum am Kapellenberg, das bis heute existiert. Moltke starb 1891 in seiner Dienstwohnung im Alsenviertel, nördlich des Königsplatzes in Berlin. Der Bildhauer Otto Lessing (1846–1912) nahm im Auftrag der Heeresleitung die Totenmaske und Abdrücke der Hände ab. Auf Grundlage dieser Abformungen schuf Lessing bis 1894 eine Halbfigur Moltkes aus Marmor (Kriegsverlust). Moltke wurde im Mausoleum auf Gut Kreisau beigesetzt. Seine Gebeine gingen 1945 am Ende des Zweiten Weltkriegs verloren.
Moltke war Onkel des preußischen Generalobersten und Chefs des Generalstabes Helmuth Johannes Ludwig von Moltke. Sein Urgroßneffe Helmuth James Graf von Moltke (1907–1945) war Widerstandskämpfer gegen den Nationalsozialismus; er wurde 1945 zum Tode verurteilt und gehängt.

## Ehrungen

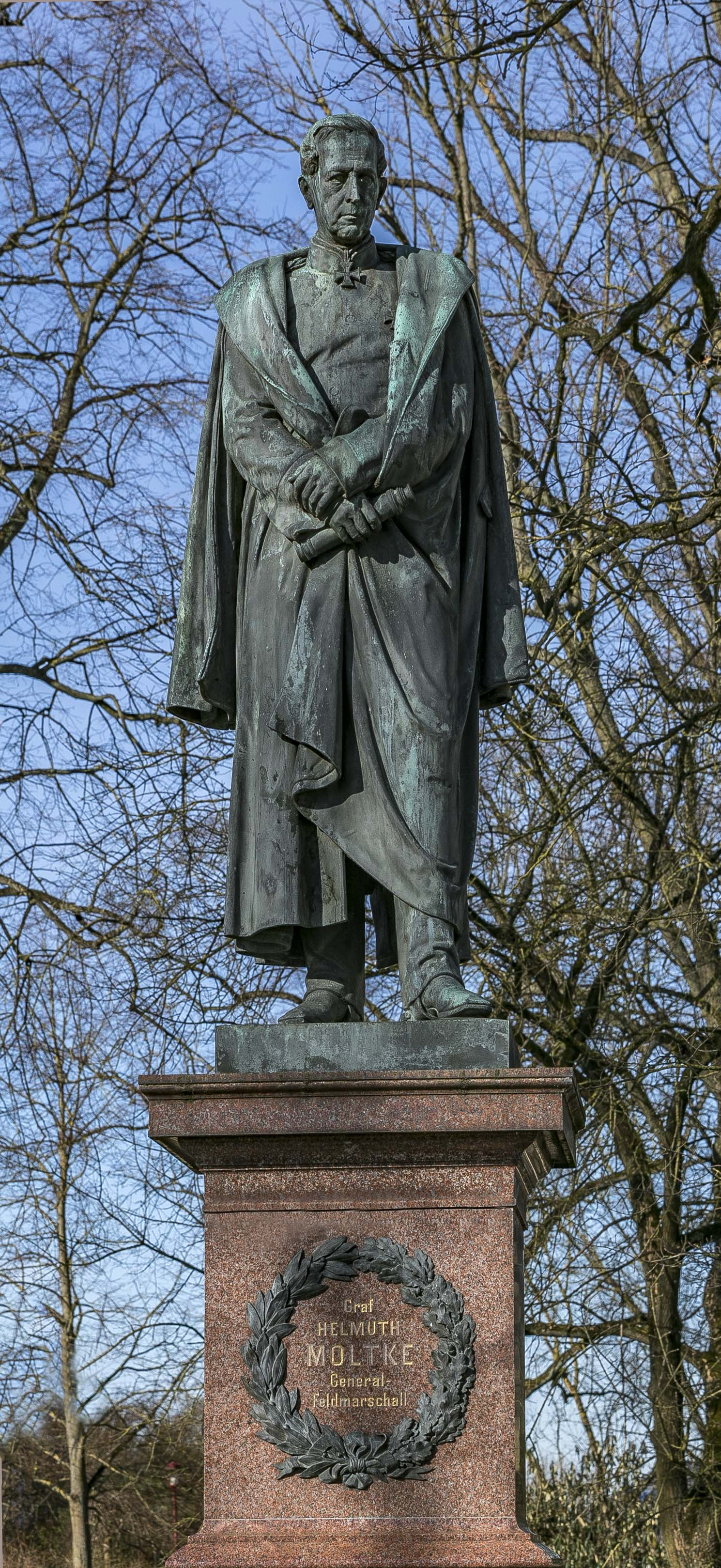
Moltke-Denkmal in Parchim

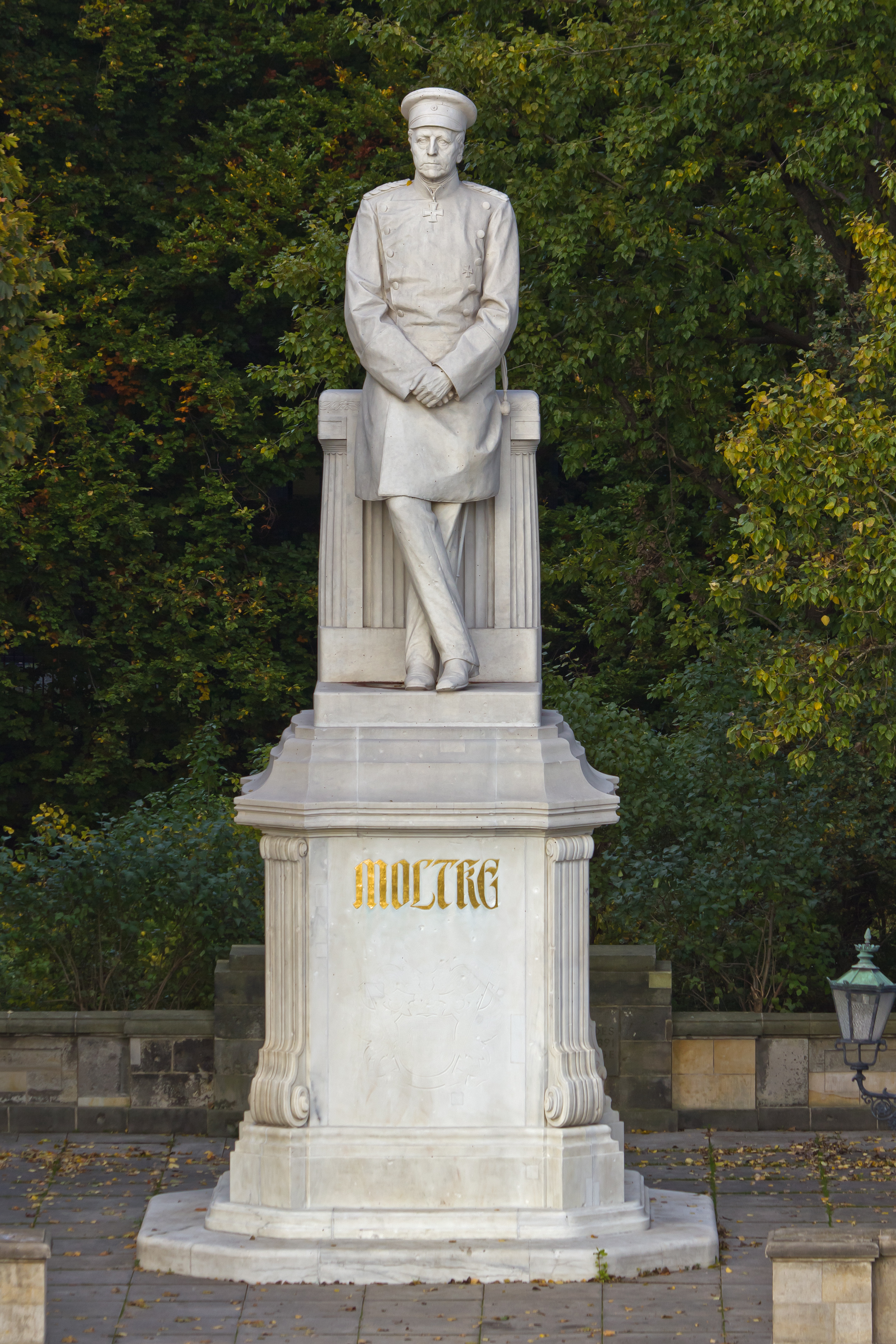
Moltke-Denkmal in Berlin

### Denkmäler
Das älteste Moltke-Denkmal wurde 1876 von Ludwig Brunow in Parchim errichtet. Ein bekanntes Moltke-Denkmal wurde 1904 von Joseph Uphues in Berlin errichtet.

### Auszeichnungen

#### Preußen
Wie Otto von Bismarck war Moltke einer von nur vier Trägern beider Klassen des Pour le Mérite. Die Rang- und Quartier-Liste der Königlich Preußischen Armee für 1884 verzeichnet folgende Orden und Ehrenzeichen:
- Preußische Dienstauszeichnung
- Rettungsmedaille am Band
- Großkomturkreuz des Königlichen Hausordens von Hohenzollern mit Stern und Schwertern in Brillanten am 26. Oktober 1875
- Großkreuz des Eisernen Kreuzes am 22. März 1871
- Großkreuz des Roten Adlerordens mit Eichenlaub und Schwertern
- Kronenorden I. Klasse mit Schwertern am Emailleband des Roten Adlerordens und mit Eichenlaub
- Pour le Mérite, Großkreuz mit Stern, mit Eichenlaub, mit der Krone mit Brillanten
- Pour le Mérite für Wissenschaften und Künste
- Ehrenkommendator des Johanniterordens 1887[26]
- Schwarzer Adlerorden mit der Kette und Brillanten

#### Deutsche Staaten
Anhalt
Großkreuz des Hausordens Albrechts des Bären am 24. Juni 1871
Baden
Hausorden der Treue am 27. April 1871
Großkreuz des Militär-Karl-Friedrich-Verdienstordens am 2. Juli 1868
Bayern
Großkreuz des Militär-Max-Joseph-Ordens am 7. November 1870
Braunschweig
Großkreuz mit Schwertern des Ordens Heinrichs des Löwen am 11. April 1871
Hessen
Großkreuz des Ludwigsordens am 16. März 1871
Hessisches Militär-Verdienstkreuz am 16. März 1871
Lippe
Militär-Verdienstmedaille
Mecklenburg
Schwerter zum Großkreuz mit Krone in Gold des Hausordens der Wendischen Krone am 11. April 1871
Militärverdienstkreuz I. Klasse am 24. Juni 1871
Kreuz für Auszeichnung im Kriege
Oldenburg
Ehrengroßkreuz mit goldener Krone und Schwertern des Oldenburgischen Haus- und Verdienstordens des Herzogs Peter Friedrich Ludwig am 9. Januar 1871
Sachsen
Hausorden der Rautenkrone
Großkreuz des Militär-St.-Heinrichs-Ordens am 26. Oktober 1870
Großkreuz mit Schwertern des Hausordens vom Weißen Falken am 9. Januar 1871
Großkreuz des Herzoglich Sachsen-Ernestinischen Hausordens am 29. Oktober 1861
Württemberg
Großkreuz des Württembergischen Militärverdienstordens am 20. Januar 1871
Großkreuz des Ordens der Württembergischen Krone am 23. März 1869

#### Österreich-Ungarn
- Großkreuz des St. Stephans-Ordens
- Großkreuz des Leopold-Ordens mit der Kriegsdekoration am 21. August 1864

#### Russland
- Orden des Heiligen Andreas des Erstberufenen am 30. Dezember 1871
- Alexander-Newski-Orden mit Brillanten am 25. Juni 1867
- Orden vom Weißen Adler
- Russischer Orden des Heiligen Georg II. Klasse am 26. Oktober 1870
- Russischer Orden der Heiligen Anna I. Klasse

#### Osmanisches Reich
- Nishan-i Imtiyaz-Orden mit Brillanten
- Medjidie-Orden I. Klasse
- Ehrensäbel

#### Sonstige
- Großkreuz des Belgischen Leopoldsordens am 30. April 1867
- Großkreuz der Ehrenlegion am 20. Juni 1867
- Annunziaten-Orden
- Großkreuz des Militärordens von Savoyen am 4. Juli 1867
- Großkreuz des Turm- und Schwertordens mit Kette
- Königlicher Seraphinenorden
- Großkreuz des Weißen Elefantenordens

### Ehrenbürgerschaften
- Aachen (Oktober 1890)
- Berlin am 16. März 1871
- Bremen am 15. Juni 1871
- Dresden am 11. Juli 1871
- Görlitz am 4. April 1871
- Hamburg am 9. Februar 1871
- Kolberg am 3. November 1866
- Köln am 9. Juni 1879
- Leipzig am 6. Februar 1871
- Lübeck am 15. Juni 1871
- Magdeburg am 29. Oktober 1870
- Merseburg am 26. Oktober 1890
- München (1890)
- Königsberg i. Pr. am 90. Geburtstag
- Parchim am 4. Mai 1867
- Schweidnitz am 11. Mai 1871
- Worms am 23. Dezember 1870

### Weitere
- Ehrenmitglied der Preußischen Akademie der Wissenschaften (1860)
- Erhebung in den erblichen preußischen Grafenstand (28. Oktober 1870)
- Ehrenmitglied der Russischen Akademie der Wissenschaften in Sankt Petersburg (1871)[28]
- Moltke (Mondkrater) (1935)
- In vielen Städten sind Straßen, Plätze und Brücken nach ihm benannt worden, wobei diese Bezeichnungen teilweise auch wieder rückgängig gemacht wurden, z. B. in Wien zu Dunantgasse.
- Sein Geburtshaus in Parchim wurde zur Moltke-Gedächtnisstätte Parchim
- Zu Ehren Moltkes wurden 1880 an dessen 80. Geburtstag in vielen Orten des Deutschen Reichs Eichen gepflanzt. Einige dieser Eichen stehen noch heute, darunter die Moltke-Eiche am Leisniger Platz in Dresden.
- Guinea gab am 10. Dezember 2012 eine Briefmarke heraus, die Moltke und eine preußische G 12 zeigen.[29]

## Werke

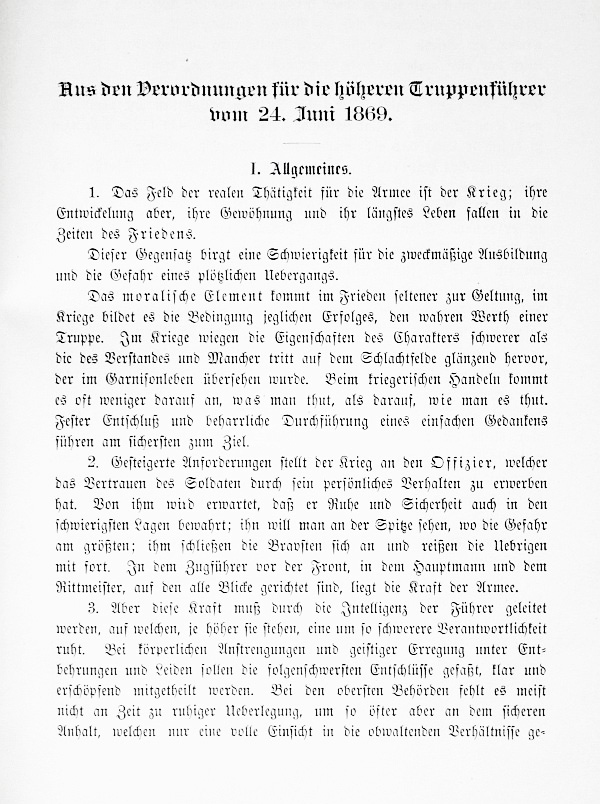
1. Seite Aus den Verordnungen für die höheren Truppenführer vom 24. Juni 1869

- Die beiden Freunde (Novelle), 1827.
- Briefe über Zustände und Begebenheiten in der Türkei aus den Jahren 1835 bis 1839. 1841 (Auswahl in: Unter dem Halbmond). (Digitalisat und Volltext im Deutschen Textarchiv)
  - Neuere Auswahl mit einer Einleitung von Max Horst: Briefe aus der Türkei, Albert Langen-Georg Müller Verlag, München 1938.
- Der russisch-türkische Feldzug 1828–29. 1845 (Digitalisat).
- Der italienische Feldzug des Jahres 1859. Mittler, Berlin 1863.
- Briefe aus Rußland. Berlin, Paetel 1877 (Digitalisat).
- Wanderbuch: Handschriftl. Aufzeichnungen aus d. Reisetagebuch. Berlin, Paetel 1879.
- Gesammelte Schriften und Denkwürdigkeiten des General-Feldmarschalls Grafen Helmuth von Moltke. 8 Bände. Mittler, Berlin 1891 ff.

Bd. 1: Zur Lebensgeschichte. 1891
Bd. 2: Vermischte Schriften. 1892
Bd. 3: Geschichte des deutsch-französischen Krieges von 1870–71. 1891
Bd. 4 (Briefe, Sammlung 1): Briefe … an seine Mutter und an seine Brüder Adolf und Ludwig. 1891
Bd. 5 (Briefe, Sammlung 2): Briefe des General-Feldmarschalls … und Erinnerungen an ihn. 1892
Bd. 6 (Briefe, Sammlung 3): Briefe … an seine Braut und Frau. 1892
Bd. 7: Reden. Nebst einem Sachregister zu Band 1-7. 1892
Bd. 8: Briefe über Zustände und Begebenheiten in der Türkei aus den Jahren 1835 bis 1839. [6. Aufl.]. 1893
- Militärische Werke II. Die Tätigkeit als Chef des Generalstabes der Armee im Frieden Erster Theil von Helmuth Graf von Moltke Berlin 1892 Ernst Siegfried Mittler und Sohn Königliche Hofbuchhaltung Kochstraße 68 – 70[30]
- Moltke. Aufzeichnungen, Briefe, Schriften, Reden. 1922.
- Max Horst: Moltke. Leben und Werk in Selbstzeugnissen, Dieterich’sche Verlagsbuchhandlung, Leipzig 1931.